# Lista de prefeitos de Santa Rita do Sapucaí
Esta é a lista de prefeitos e vice-prefeitos do município de Santa Rita do Sapucaí, estado de Minas Gerais.
| Nº | Prefeito                                    | Imagem                        | Partido                                            | Vice-prefeito                            | Início do mandato      | Fim do mandato                                                                              | Observações |
| 1  | Maximiliano Octávio de Lemos                |                               | Partido Liberal PL                                 | —                                        | 1882                   | 1893                                                                                        | Agente executivo |
| 2  | Joaquim Carneiro de Paiva                   |                               | Partido Republicano Mineiro PRM                    | —                                        | 1893                   | 1897                                                                                        | Agente executivo |
| 3  | Severiano Carneiro de Faria                 |                               | Partido Republicano Mineiro PRM                    | —                                        | 1897                   | 1901                                                                                        | Agente executivo |
| 4  | Joaquim Inácio Ribeiro                      |                               | Partido Liberal PL                                 | —                                        | 1901                   | 1905                                                                                        | Agente executivo |
| 5  | Francisco Andrade Ribeiro                   |                               | Partido Republicano Mineiro PRM                    | —                                        | 1906                   | 1908                                                                                        | Agente executivo |
| 6  | Gabriel Capistrano Ribeiro de Alckmin       |                               | Partido Republicano Mineiro PRM                    | —                                        | 1909                   | 1909                                                                                        | Agente executivo |
| 7  | Delfim Moreira                              |                               | Partido Republicano Mineiro PRM                    | —                                        | 1910                   | 1911                                                                                        | Agente executivo |
| 8  | João Euzébio de Almeida                     |                               | Partido Republicano Mineiro PRM                    | —                                        | 1911                   | 1912                                                                                        | Agente executivo |
| 9  | Francisco Andrade Ribeiro                   |                               | Partido Republicano Mineiro PRM                    | —                                        | 1913                   | 1917                                                                                        | Agente executivo |
| 10 | Francisco Moreira da Costa                  |                               | Partido Republicano Mineiro PRM                    | —                                        | 1918                   | 1923                                                                                        | Agente executivo |
| 11 | Bernardino José Rodrigues Torres Filho      |                               | Partido Republicano Mineiro PRM                    | —                                        | 1923                   | 1924                                                                                        | Agente executivo |
| 12 | José Feliciano Marques Pereira              |                               | Partido Republicano Mineiro PRM                    | —                                        | 1925                   | 1928                                                                                        | Agente executivo |
| 13 | Francisco de Paula Souza                    |                               | Partido Republicano Mineiro PRM                    | —                                        | 1929                   | 1930                                                                                        | Agente executivo |
| 14 | Coronel Erasmo Cabral                       |                               | Partido Liberal PL                                 | —                                        | 1930                   | 1931                                                                                        | Agente executivo |
| —  | Frederico de Paula Cunha                    |                               | Partido Liberal PL                                 | —                                        | 1931                   | 1931                                                                                        | Prefeito interino |
| 15 | Francisco Moreira da Costa                  |                               | Partido Progressista PP                            | —                                        | 1932                   | julho de 1936                                                                               | Prefeito nomeado |
| 16 | Frederico de Paula Cunha                    |                               | Partido Liberal PL                                 | —                                        | 29 de julho de 1936    | dezembro de 1937                                                                            | Prefeito eleito |
| 16 | Frederico de Paula Cunha                    | —                             | Partido Liberal PL                                 | dezembro de 1937                         | 15 de maio de 1945     | Prefeito nomeado                                                                            | |
| 17 | José Mendes Villela                         |                               | Partido Social Democrático PSD                     | —                                        | 16 de maio de 1945     | janeiro de 1947                                                                             | Prefeito nomeado |
| 18 | José Carvalho Vianna                        |                               | União Democrática Nacional UDN                     | —                                        | janeiro de 1947        | abril de 1947                                                                               | Prefeito nomeado |
| 19 | Antenor Pinto de Almeida Filho              |                               | Partido Social Democrático PSD                     | —                                        | abril de 1947          | 19 de dezembro de 1947                                                                      | Prefeito nomeado |
| 20 | Horácio Capistrano de Alckmin               |                               | Partido Social Democrático PSD                     |                                          | 19 de dezembro de 1947 | 31 de janeiro de 1951                                                                       | Primeiro Prefeito eleito |
| 21 | Pedro Rennó Moreira                         |                               | Partido Social Progressista PSP                    |                                          | 31 de janeiro de 1951  | 31 de janeiro de 1955                                                                       | Prefeito eleito |
| 22 | José Alcides Rennó Mendes                   |                               | União Democrática Nacional UDN                     |                                          | 31 de janeiro de 1955  | 31 de janeiro de 1959                                                                       | Prefeito eleito |
| 23 | Antônio Capistrano de Alckmin               |                               | Partido Social Democrático PSD                     |                                          | 31 de janeiro de 1959  | 31 de janeiro de 1962                                                                       | Prefeito eleito |
| 24 | Antenor Pinto de Almeida Filho              |                               | Partido Social Democrático PSD                     | Antonio Procópio da Costa                | 31 de janeiro de 1962  | 8 de maio de 1964                                                                           | Prefeito eleito renunciou o mandato |
| 25 | Antonio Procópio da Costa                   |                               | Partido Social Democrático PSD                     | —                                        | 8 de maio de 1964      | 31 de janeiro de 1967                                                                       | Vice-prefeito eleito no cargo de Prefeito |
| 26 | Arlette Telles Pereira                      |                               | Aliança Renovadora Nacional ARENA                  |                                          | 31 de janeiro de 1967  | 31 de janeiro de 1971                                                                       | Prefeito eleito |
| 27 | Antônio Teixeira dos Santos                 |                               | Aliança Renovadora Nacional ARENA                  |                                          | 31 de janeiro de 1971  | 31 de janeiro de 1973                                                                       | Prefeito eleito |
| 28 | Paulo Cunha Azevedo                         |                               | Aliança Renovadora Nacional ARENA                  |                                          | 31 de janeiro de 1973  | 31 de janeiro de 1977                                                                       | Prefeito eleito |
| 29 | Ronaldo de Azevedo Carvalho                 |                               | Movimento Democrático Brasileiro MDB               | Rogério Toledo Rennó                     | 31 de janeiro de 1977  | 14 de maio de 1982                                                                          | Prefeito e vice eleitos em sufrágio universal renunciaram aos mandatos para o titular, candidatar-se a deputado estadual e o substituto candidatar-se a prefeito |
| 30 | Walter Luiz Baldoni                         |                               | Partido do Movimento Democrático Brasileiro PMDB   | —                                        | 14 de maio de 1982     | 1º de fevereiro de 1983                                                                     | Presidente da Câmara assumiu o mandato como Prefeito |
| 31 | Rogério Toledo Rennó                        |                               | Partido do Movimento Democrático Brasileiro PMDB   | Paulo Frederico Toledo                   | 2 de fevereiro de 1983 | 1987                                                                                        | Prefeito e vice eleitos em sufrágio universal |
| 32 | Paulo Frederico Toledo                      |                               | Partido do Movimento Democrático Brasileiro PMDB   | —                                        | 1987                   | 31 de dezembro de 1988                                                                      | Vice-prefeito eleito no cargo de Prefeito |
| 33 | Jefferson Gonçalves Mendes                  |                               | Partido do Movimento Democrático Brasileiro PMDB   | Marcos Baracat                           | 1º de janeiro de 1989  | 31 de dezembro de 1992                                                                      | Prefeito e vice eleitos em sufrágio universal cujo vice falece durante o mandato                                                                                 |
| 34 | Rogério Toledo Rennó                        |                               | Partido da Social Democracia Brasileira PSDB       | Carlos Roberto Brandão                   | 1º de janeiro de 1993  | outubro de 1993                                                                             | Prefeito e vice eleitos em sufrágio universal cujo titular cassado o mandato por decisão da Câmara de Vereadores                                                 |
| 35 | Carlos Roberto Brandão, Zobinha             |                               | Partido Progressista Reformador PPR                | —                                        | outubro de 1993        | 1º de dezembro 1993                                                                         | Vice-prefeito eleito no cargo de Prefeito interino |
| 35 | Carlos Roberto Brandão, Zobinha             | —                             | Partido Progressista Reformador PPR                | 2 de dezembro 1993                       | 27 de março de 1996    | Vice-prefeito eleito empossado no cargo como Prefeito, depois cassado pela Câmara           | |
| —  | João Batista Rezende, João do Jaime         |                               | Partido da Social Democracia Brasileira PSDB       | —                                        | 28 de março de 1996    | 31 de dezembro de 1996                                                                      | Presidente da Câmara assumiu o mandato como prefeito interino |
| 36 | Jefferson Gonçalves Mendes                  |                               | Partido do Movimento Democrático Brasileiro PMDB   | Norton de Castro (PFL)                   | 1º de janeiro de 1997  | 31 de dezembro de 2000                                                                      | Prefeito e vice eleitos em sufrágio universal |
| 36 | Jefferson Gonçalves Mendes                  | Partido da Frente Liberal PFL | 1º de janeiro de 2001                              | Norton de Castro (PFL)                   | 31 de dezembro de 2004 | Prefeito e vice reeleitos em sufrágio universal                                             | |
| 37 | Ronaldo de Azevedo Carvalho                 |                               | Partido da Social Democracia Brasileira PSDB       | Mozart Zaghi (PSDB)                      | 1º de janeiro de 2005  | 11 de abril de 2008                                                                         | Prefeito e vice eleitos em sufrágio universal cassado os mandatos por decisão do TRE-MG                                                                          |
| 38 | Paulo Cândido da Silva, Paulinho da Cirvale |                               | Partido Verde PV                                   | Tatiana Telles e Koeler (PV)             | 11 de abril de 2008    | 31 de dezembro de 2008                                                                      | Prefeito e vice eleitos, assume como 2º colocado nas eleições de 2004                                                                                            |
| 38 | Paulo Cândido da Silva, Paulinho da Cirvale | David Carvalho Kallás (PSB)   | Partido Verde PV                                   | 1º de janeiro de 2009                    | 31 de dezembro de 2012 | Prefeito reeleito e vice eleito em sufrágio universal                                       | |
| 39 | Jefferson Gonçalves Mendes, Jeffinho        |                               | Partido da República PR                            | Wander Wilson Chaves, Prof. Wander (PPS) | 1º de janeiro de 2013  | 31 de dezembro de 2016                                                                      | Prefeito e vice eleitos em sufrágio universal |
| 39 | Jefferson Gonçalves Mendes, Jeffinho        | 1° de janeiro de 2017         | Partido da República PR                            | Wander Wilson Chaves, Prof. Wander (PPS) | 24 de abril de 2018    | Prefeito e vice reeleitos em sufrágio universal do qual o titular faleceu durante o mandato | |
| 40 | Wander Wilson Chaves                        |                               | Partido Popular Socialista PPS                     | —                                        | 24 de abril de 2018    | 31 de dezembro de 2020                                                                      | Vice-prefeito eleito no cargo de Prefeito |
| 40 | Wander Wilson Chaves                        | Democratas DEM                | Alexandre Márcio da Silva, Alexandre Labruna (PDT) | 1° de janeiro de 2021                    | 31 de dezembro de 2024 | Prefeito reeleito e vice eleito em sufrágio universal.                                      | |
| 41 | Leandro Mendes                              |                               | União Brasil UNIÃO                                 | Daniel Carli Teixeira (PSD)              | 1° de janeiro de 2025  | Atualidade                                                                                  | Prefeito e vice eleitos em sufrágio universal |